# Anthroponymica Suecana
Anthroponymica Suecana är en skriftserie inom språkvetenskapen, utgiven sedan 1955.
Skriftserien omfattar monografier rörande personnamn i Sverige.